# Норрмальм (округ)
Норрмальм (швед. Norrmalm) — міський округ у північній половині Стокгольма , що дав назву однойменному району. 

Південна частина округу, Нижній Норрмальм (швед. Nedre Norrmalm), становить центральну частину Стокгольма
, тоді як північна — спальний район.

Назва Норрмальм вперше згадується в 1288 році. 
В 1602-35 рр. Норрмальм був незалежним містом із власними органами самоврядування (швед. Norra Förstaden). 
Наприкінці XIX століття після будівництва тут Центрального вокзалу Норрмальм став найжвавішим районом міста. 
Район перетинає головна торгова вулиця міста — Дроттнінггатан.
Коли 1950-60-х відбувалася реконструкція Норрмальма, історична забудова Півдня Норрмальма була знесено, але в її місці з'явилися сучасні безликі будівлі. 
Результатом реконструкції стали велика площа Сергельсторг та Клара-туннель.